# タンジュン・セロル
タンジュン・セロル（Tanjung Selor）は、インドネシアのカリマンタン島北カリマンタン州の都市であり、同州の州都である。